# Claude Blanchard (hockey sur glace)
Pour les articles homonymes, voir Claude Blanchard et Blanchard.
Claude René Georges Blanchard (né le 25 mai 1945 à Vichy, mort le 9 juillet 2019 à Chalon-sur-Saône,) est un joueur professionnel français de hockey sur glace.

## Carrière
Claude Blanchard commence sa carrière professionnelle à 18 ans au Athletic Club de Boulogne-Billancourt. Après avoir été champion de France cadet et junior dans ce club, il devient vice-champion de France lors de la sa première saison en 1963, en 1964, en 1965. Il arrive au Sporting Hockey Club de Saint-Gervais en 1969 ; il joue avec René Blanchard, mais les deux hommes n'ont aucun lien de parenté. Il fait sa dernière saison avec l'US Métro en 1971.
Claude Blanchard joue avec l'équipe de France de 1966 à 1971,. Il participe aux Jeux olympiques de 1968 à Grenoble,,,. Il prend part également au championnat du monde en 1970 et en 1971.